# Comprimé effervescent

Principe de la réaction acide-base libérant du quand un comprimé effervescent est plongé dans un verre d'eau.

Un comprimé effervescent est un comprimé destiné à se fragmenter au contact de l'eau et à se dissoudre rapidement à la suite d'une libération rapide de dioxyde de carbone (CO2). Le gaz carbonique produit par une réaction acide-base entre un acide organique et un carbonate présents tous deux à l'état solide dans le comprimé provoque l'effervescence (par apparition rapide de bulles de gaz dans le liquide) et la fragmentation du comprimé, facilitant ainsi sa dispersion et sa dissolution dans le liquide.

## Applications
Les comprimés effervescents sont principalement utilisés comme médicaments et ils contiennent alors au moins un principe actif. Les comprimés effervescents peuvent aussi être utilisés comme conditionnement de détergents, boissons énergisantes ou boules effervescentes pour le bain.

## Composition
En plus du principe actif et des excipients utilisés pour les autres types de comprimés, les comprimés effervescents contiennent :
- des acides organiques (R-COOH), leurs anhydrides ou leurs sels : acide citrique, acide tartrique, acide maléique, acide fumarique, acide adipique…
- des carbonates (CO32−), ou bicarbonates (HCO3−) : bicarbonate de sodium (NaHCO3), bicarbonate de potassium, bicarbonate de calcium…

Quelquefois, le principe actif peut jouer le rôle de carbonate ou bicarbonate ou d’acide. C’est le cas de l’acide ascorbique (vitamine C) ou de l’acide acétylsalicylique (aspirine).
Dans l’eau, le carbonate ou le bicarbonate réagit avec l’acide et libère du dioxyde de carbone (CO2) qui jouera alors le rôle d’agent désintégrant du comprimé. La réaction acide-base produisant l'acide carbonique (H2CO3) libérant le CO2 est la suivante : 
Na+ + HCO3− + R-COOH {\displaystyle {\ce {->}}} CO2 + H2O + RCOO− + Na+

## Conditionnement
L'emballage doit être imperméable à l'humidité et hermétiquement fermé. Il peut être un blister ou un récipient, un tube rigide  par exemple, avec dessicant intégré dans son couvercle.

## Comprimés médicaments

### Principes actifs
Les comprimés effervescents sont surtout utilisés lorsque le principe actif est :
- difficile à digérer ;
- insoluble et dangereux à haute concentration ;
- sensible au pH, c'est le cas de quelques antibiotiques et acides aminés[réf. souhaitée] ;
- en grande dose, contre la douleur : ce type de comprimé soulage plus rapidement[1] ;
- de préférence à action rapide (antidiarhéïque).

### Avantages
- bon mélange dans l'eau ;
- évite de devoir mélanger manuellement ;
- effet placebo important, par la préparation, les petites bulles, le bruissement...

### Inconvénients
- nécessite suffisamment d'eau ;
- nécessite un peu de temps de préparation ;
- contient du sodium[2], à utiliser avec précaution chez des patients hypertendus ou insuffisants cardiaques ;
- si le principe actif est insoluble, doit être utilisé immédiatement après la dissolution ;
- difficulté mécanique de production due à l'absence de lubrifiants (talc, stéarate de magnésium)[3].

### Exemples
Exemples de médicaments vendus sous forme de comprimés effervescents :
- acide acétylsalicylique (aspirine) ;
- paracétamol (acétaminophène) ;
- ibuprofène (anti-inflammatoire non stéroïdien) ;
- des antiacides ;
- des vitamines comme l'acide ascorbique (vitamine C) ;
- du calcium ;
- comprimés à la codéine.

## Autres formes effervescentes
En plus des comprimés, d'autres formes galéniques peuvent être effervescentes comme les poudres et les granulés.